# Rebellion (песня)
Rebellion (с англ. — «Восстание») — четвёртый сингл американской рок-группы Linkin Park с их шестого студийного альбома The Hunting Party. Сингл был выпущен на американском лейбле Mashine Shop 3 июня 2014.
Песня была написана совместно с Дароном Малакяном.

## Видеоклип
Вокалист группы Майк Шинода сказал, что на Rebellion планировалось снять полноценный видеоклип. 3 июня 2014 года было выпущено lyrics видео.
В декабре 2015 года Шинода снова рассказал, что хотел бы снять видеоклип на «Rebellion». Однако он чувствовал, что это будет стоить слишком дорого и займёт слишком много времени, и считал, что пришло время перейти к следующему альбому.

## Выступления
Впервые была исполнена в ходе тура Carnivores Tour вместе с композицией «Final Masquerade» в совместном выступлении с Thirty Seconds to Mars и стала главной песней 2014 года. На двух выступлениях к группе присоединился Дарон Малакян, который играл на гитаре. Песня была исключена из сет-листов во время Североамериканского тура 2015 года, но Linkin Park вернули её на свой фестиваль летом 2015 года. Во время живого выступления песня «Rebellion» исполняется с расширенным вступлением, в котором зациклено вступление к альбому. Гитарист Linkin Park Брэд Делсон всегда играл эту песню иначе, чем Дарон Малакян. В 2017 году песня была исполнена на прощальном концерте Linkin Park and Friends: Celebrate Life in Honor of Chester Bennington в Hollywood Bowl. Дарон Малакян снова сыграл на гитаре и исполнил вокальные партии Честера Беннингтона. Соучастник группы System of a Down Шаво Одаджян играл на басу, а Фрэнк Зуммо из Sum 41 — на барабанах. Брэд Делсон, Дэйв Фаррелл и Роб Бурдон не играли с ними.

## Критика
В обзоре альбома журналом Billboard песня получила положительный отклик — «После чавкающего вступительного риффа — возможно, самой грубой гитарной партии на пластинке — Linkin Park снова размахивают своими еврометаллическими палашами и дают средневековью по заднице». Журнал Sound and Motion написал: «С тяжёлой гитарой и барабанной партией этот трек звучит похоже на звук, который впервые привлек внимание к Linkin Park, что должно привести в восторг многих преданных фанатов».

## Трек-лист
| №  | Название                   | Автор(ы)                  | Продюсер(ы)               | Длительность |
| -- | -------------------------- | ------------------------- | ------------------------- | ------------ |
| 1. | «Rebellion» (feat Малакян) | Linkin Park Дарон Малакян | Делсон, Брэд Шинода, Майк | 3:44         |

## Участники записи

### Linkin Park
- Честер Беннингтон — вокал
- Роберт Бурдон — барабаны, ударные
- Брэд Делсон — гитара
- Дейв Фаррел — бас-гитара
- Джо Хан — семпплиг, звук.
- Майк Шинода — вокал, гитара, клавишные

### Приглашённые артисты
- Дарон Малакян — гитарист

## История релизов
| Страна | Дата            | Формат         | Лейбл        |
| ------ | --------------- | -------------- | ------------ |
| Мир    | 4 июня 2014     | Цифровой релиз | Warner Bros. |
| США    | 13 октября 2014 | Радио          | Warner Bros. |